# Tandra Quinn
Tandra Quinn (también conocida como Jeanette Quinn; nacida: 27 de marzo de 1931 – 21 de septiembre de 2016) fue una actriz de cine de Hollywood y modelo pin-up activa principalmente en la década de 1950.

## Filmografía seleccionada
- Week-End at the Waldorf (1945) como colegiala (sin acreditar)
- Girls in the Night (1953) como Rose, una concursante de belleza (sin acreditar)
- Problem Girls (1953) como Judith
- Mesa of Lost Women (1953) como Tarantella
- The Neanderthal Man (1953) como Celia